# Lago del Sûre Superior
El lago del Sûre Superior (luxemburgués, Stauséi Uewersauer; francés, Lac de la Haute-Sûre; alemán, Stausee an der Ober-Sauer) es un gran embalse en el noroeste de Luxemburgo. Es la zona más amplia de agua del país. Da su nombre a la comuna de Lac de la Haute-Sûre, que se formó en 1979.
La presa del Sûre Superior fue construido en los sesenta para corresponder a las necesidades de agua potable y electricidad de Luxemburgo. La ciudad de Esch-sur-Sûre se encuentra en un extremo del lago. Inmediatamente por encima de él, el río ha sido represado para formar un embalse hidroeléctrico que se extiende alrededor de 10 kilómetros valle arriba. Su superficie media es de 3,8 km², o alrededor del 0,15% de la superficie total de Luxemburgo.
Rodeado por una exuberante vegetación y tranquilos arroyos, el lago es el centro de deportes acuáticos, como la vela y el remo en canoa y kayak. Tales actividades al aire libre, que hacen de él un lugar atractivo para los turistas, ha llevado al crecimiento de una industria artesanal local. El lago tiene un nivel muy alto de calidad de las aguas.